# Rockdale (Wisconsin)
Rockdale és una població dels Estats Units a l'estat de Wisconsin. Segons el cens del 2000 tenia 214 habitants.

## Demografia
Segons el cens del 2000, Rockdale tenia 214 habitants, 89 habitatges, i 60 famílies. La densitat de població era de 359,2 habitants per km².
Dels 89 habitatges en un 32,6% hi vivien nens de menys de 18 anys, en un 51,7% hi vivien parelles casades, en un 7,9% dones solteres, i en un 31,5% no eren unitats familiars. En el 21,3% dels habitatges hi vivien persones soles el 5,6% de les quals corresponia a persones de 65 anys o més que vivien soles. El nombre mitjà de persones vivint en cada habitatge era de 2,4 i el nombre mitjà de persones que vivien en cada família era de 2,84.
Per edats la població es repartia de la següent manera: un 26,2% tenia menys de 18 anys, un 4,7% entre 18 i 24, un 30,4% entre 25 i 44, un 28% de 45 a 60 i un 10,7% 65 anys o més.
L'edat mediana era de 38 anys. Per cada 100 dones de 18 o més anys hi havia 90,4 homes.
La renda mediana per habitatge era de 37.500 $ i la renda mediana per família de 48.281 $. Els homes tenien una renda mediana de 36.667 $ mentre que les dones 23.250 $. La renda per capita de la població era de 19.416 $. Aproximadament el 9,5% de les famílies i el 8,8% de la població estaven per davall del llindar de pobresa.

## Poblacions més properes
El següent diagrama mostra les poblacions més properes.